# Calochortus pulchellus
Calochortus pulchellus es una especie rara dentro de la familia de las Liliaceae conocida con el nombre común de Mt. Diablo fairy-lantern. Es endémica de California, donde se localiza principalmente en la zona de Monte Diablo en el condado de Contra Costa.

## Hábitat
Hay ocurrencias históricas en condados circundantes. Crece en el chaparral y arbolado de las laderas de la zona de la bahía de San Francisco. 

## Descripción
Esto es una hierba perenne que desarrolla un vástago de ramificación hasta cerca de 30 centímetros de alto. 
La hoja básica tiene hasta 40 centímetros de largo y no se marchita en el florecimiento, hay de 2 a 3 hojas más pequeñas más retiradas, encima del vástago. 
La inflorescencia es una flor solitaria o un racimo de varias flores, que están cabeceando y generalmente esférico con todos sus pétalos se inclinan al tocarlos. Los tres sépalos y tres pétalos son 2 o 3 centímetros largos y de color amarillo pálido a oscuro. Los pétalos tienen pelos interiores finos y a menudo con franjas con los pelos amarillos. 
El fruto es una cápsula con alas de 2 o 3 centímetros en longitud. 